# زبان خوری
خوری یکی از زبان‌های ایرانی مرکزی از خانواده زبان‌های ایرانی است. اتنولوگ در گذشته آن را از گویش‌های نائینی برمی‌شمرد اما امروزه این زبان زیرگروه زبان‌های کویری از زبان‌های ایرانی مرکزی است.
این زبان در شهرستان خور و بیابانک از توابع استان اصفهان رایج است که در معرض نابودی قرار دارد. لهجه‌های گرمه ای، فرخی ای و خوری از این زبان وجود دارد. قبلاً محققی به نام بهرام فره وشی کتابی در مورد این زبان به نگارش درآورده است. شاعرانی در خطه کویری خور و بیابانک با استفاده از این زبان اشعاری سروده‌اند که می‌توان به شاعر فقید نوشاد نقوی، احمد امینی و طغرا یغمایی اشاره نمود که نقش به سزایی در حفظ این زبان شیرین و باستانی داشته‌اند.